# Simeó Set
Simeó Set (en llatí Symeon Seth o Sethus, en grec Συμεών o Συμεάνης Σηθ, o Σήθι) o potser Simeó fill de Set, fou un important escriptor romà d'Orient de segle xi. Se l'esmenta també com a "mestre i filòsof" (Magister et Philosophus,  Μάγιστρος καὶ Φιλόσοφος i Protovestiari Antíoc (Protovestuaris Antiochi,  Πρωτοβεστάρχης τῶν Ἀντιόχου que vol dir el protovestiari o encarregat de la roba al palau constantinopolità de Flavi Antíoc, un eunuc que fou cònsol el 431 (per error el seu títol, Simeó apareix també com Antioquè, Mestre Antioquè o Best (Antiochenus o Magister Antiochenus o Bestus, Ἀντιοχεὺς, o Μάγιστρος Ἀντιοχείας, o Βέστος). Fou probablement el mateix Simeó Protovestiari esmentat per Jordi Cedrè que diu que va ser desterrat per l'emperador Miquel IV el Paflagoni el 1034 per simpatitzar amb el patrici Dalassè.
Es creu que era un dels assistents personals de l'emperador Constantí VIII, coemperador i germà de Basili II Bulgaròcton i que va morir el 1028. Quan fou desterrat es va retirar a un monestir que va fundar ell mateix prop del Mont Olimp, i allí va romandre la resta de la seva vida. Va dedicar un llibre a l'emperador Miquel VII Ducas, cosa que vol dir que encara vivia el 1071. No es coneix res més de la seva vida.

## Obres
Les seves obres foren:
- Σύνταγμα κατὰ στοιχεῖον περὶ τροφῶν δυνάμεων, Syntagma per litterarum ordinem de cibariorum facultate. Aquesta és l'obra dedicada a Miquel Ducas. Es tracta d'un catàleg descriptiu, ordenat alfabèticament, dels principals productes per alimentar-se. Els materials els extreu en la seva major part del seu contemporani Miquel Psel·los.
- Σύνοψις καὶ ἀπάνθισμα φυσικῶν τε καὶ φιλοσόφων δογμάτων, Compendium et flores naturalium et philosophorum placitorum. El text també està extret de Miquel Psel·los. L'obra, dividida en cinc llibres, existeix en manuscrit, i els dos primers porten el nom de Psel·los. Lleó Al·laci en va donar un epítom en versió llatina.
- De Medicina (sive De Medicamentis) ex Animalibus. Es coneix una versió llatina de dos fragments d'aquesta obra.
- Περὶ ὀσφρήσεως, De Odoratu. Sobre el sentit de l'olfacte.
- Περὶ γεύσεως καὶ ἁφῆς. De Gustatione et Tactu. Sobre el gust i el tacte.

La seva obra principal i que el va fer famós fou la seva versió de l'obra índia coneguda per "Faules de Bidpai" o "Pilpay", titulada Στεφανίτης καὶ Ἰχνηλάτης, Stephanites et Ichnelates, s. Coronarius et Vestigator, i en un títol abreujat: Specimen Sapientiae Indorum veterum. El pròleg de l'obra explica que el text va ser portat de l'Índia per Περζωὲ (Perdsoé), el metge de Còsroes I, un rei sassànida, que va regnar del 531 al 579. Podria ser que Simeó Set hagués conegut una versió en àrab que va traduir al grec.
També va redactar (o se li atribueix) una obra sobre fets fabulosos de la vida d'Alexandre el Gran Βίος Ἀλεξάνδρου τοῦ Μακέδονος καὶ πράξεις, Vita et Gesta Alexandri Macedoniae Regis, segons diu Fabricius, que indica que la va traduir del persa, però no hi ha proves suficients per estar-ne segurs.